# Балши
 Тази статия е за града в Албания.  За зетската фамилия вижте Балши (фамилия).  
Балши или Балш (на албански: Ballsh или Ballshi), известен през средновековието с българските имена Главеница или Главиница, а също и с гръцкото: Κεφαληνια, Кефаления е град в Албания, център на окръг Малакастро, част от административната област Фиер.
Населението на града е 9100 души според преброяването от 2004 г.

## География
Балши е разположен в северните склонове на планината Малакастро над река Яница на около 25 километра югозападно от град Берат и югоизточно от Фиер.

## Име
В близост до Балши се намира античният град Билис. който според някои изследователи е средновековната българска крепост Главеница (Главиница). По въпроса за местоположението на средновековния български град Главеница (Главиница) все още се води спор, но повечето историци са на мнение, че той се е намирал на местото на днешния Балши.

## Други
През 1917 г. край Балши е намерен Надписът от Балши, който датира от времето на българския владетел Борис I.